# La Passion (film, 1961)
Pour les articles homonymes, voir Passion.
Pour plus de détails, voir Fiche technique et Distribution.
La Passion (Vásen) est un court métrage d'animation tchèque écrit et réalisé par Jiří Trnka, sorti en 1961.

## Synopsis
La passion pour la vitesse se manifeste dès le plus jeune âge, ce que montre cette petite histoire satirique.

## Commentaire
Au début des années 1960, Trnka aborde de nouveaux sujets et porte un regard critique sur le monde qui l'entoure.

## Fiche technique
- Titre : La Passion
- Titre original : Vásen
- Réalisation : Jiří Trnka
- Scénario : Jiří Trnka
- Musique : Johann Sebastian Bach
- Producteur : Jaroslav MozÍs
- Pays d'origine : Tchécoslovaquie
- Technique : marionnettes
- Genre : film d'animation
- Couleur :
- Sans dialogues
- Durée : 9 minutes
- Date de sortie : Décembre 1961 (Journées Internationales du Film de Court Métrage)